# Lasek (gmina)
Lasek (do 1954 Ludźmierz) – dawna gmina wiejska istniejąca w latach 1973–1976 w woj. krakowskim i nowosądeckim (dzisiejsze woj. małopolskie). Siedzibą władz gminy był początkowo Lasek, a następnie Ludźmierz.
Gmina została utworzona w dniu 1 stycznia 1973 roku w powiecie nowotarskim w woj. krakowskim. Objęła 10 sołectw: Długopole, Klikuszowa, Krauszów, Lasek, Ludźmierz, Morawczyna, Obidowa, Pyzówka, Rogóźnik i Trute.
1 czerwca 1975 roku gmina znalazła się w nowo utworzonym woj. nowosądeckim. 
15 stycznia 1976 roku gmina została zniesiona, a z jej obszaru i ze znoszonej gminy Łopuszna utworzono nową gminę Nowy Targ.